# Арресифес (муниципалитет)
Муниципалитет Арресифес  (исп. Partido de Arrecifes) — муниципалитет в Аргентине в составе провинции Буэнос-Айрес.
Территория — 1183 км². Население — 29 044 человек. Плотность населения — 24,51 чел./км².
Административный центр — Арресифес.

## История
Муниципалитет был образован ещё во времена испанского владычества, в 1767 году. В XX веке несколько раз переименовывался в Бартоломе-Митре (в честь президента Аргентины Бартоломе Митре) и обратно.

## География
Муниципалитет расположен на севере провинции Буэнос-Айрес.
Муниципалитет граничит:
- на севере — с муниципалитетом Рамальо
- на северо-востоке — с муниципалитетом Сан-Педро
- на юго-востоке — с муниципалитетом Капитан-Сармьенто
- на юго-западе — с муниципалитетом Сальто
- на северо-западе — c муниципалитетом Пергамино

## Важнейшие населённые пункты[2]
| № | Населённый пункт | Населённый пункт (исп.) | Категория | Население чел. (2010) | На карте                        |
| - | ---------------- | ----------------------- | --------- | --------------------- | ------------------------------- |
| 1 | Арресифес        | Arrecifes               | город     | 2640                  | 34°03′55″ ю. ш. 60°06′08″ з. д. |
| 2 | Тодд             | Todd                    | посёлок   | 732                   | 34°01′52″ ю. ш. 60°09′19″ з. д. |
| 3 | Винья            | Viña                    | посёлок   | 464                   | 33°59′28″ ю. ш. 60°13′36″ з. д. |